# 岳陽市
岳陽市（がくよう-し）は、中華人民共和国湖南省にある地級市。昔は「巴陵」と「岳州」で呼ばれ、湖南省の地級市、省の副中心都市、第二大経済体、長江地方の中心都市の一つ。岳陽市は紀元前505年から始まった。2500年以上の長い歴史を持つ文化名城である。湖南省東北部に位置にしており、北は長江、南は洞庭湖がある。
岳陽交通は長江鉄道、京広鉄道、浩吉鉄道、京広高速鉄道、京港澳高速道路、杭瑞高速道路などの中国交通の主要動脈が市街区に存在している。岳陽は湖南省唯一の国際貿易港都市であり、中国の有名な港都市でもある。2018年12月26日に岳陽三荷空港が正式に開通し、岳陽市は水路、陸地、空路、鉄道などの交通構造を形成した。
岳陽の文明は深くて、景色は秀麗で、中華文化の重要なスタート地点の一つであり、国内外の有名な観光地がいくつも点在している。2014年には中国で最も幸福度が高い都市に認定された。2015年には「中国十大活力都市」と「中国全国文明都市」の称号を獲得した。2019年には中国地級市の37位にライクインした。

## 地理
湖南省東北部に位置にしており、北は長江、南は洞庭湖がある。
北緯28°25’31.65″～29°51’6.23″東経112°18’33.13″～114°09’11.64″の間。

## 歴史
約5000年前の夏商時代、岳陽は「雲夢の野、三苗の地」であった。その時に黄帝、堯、舜、禹がこの地を訪れたことが『史記』『荘子』『淮南子』などに記載されている。
春秋には楚に属し、紀元前505年に西麋城が築かれたというのが史書に残る最も古い岳陽市の記録である。
秦による中国が統一されると岳陽市の大部分は長沙郡羅県とされ、戦国時代には呉に属し、漢代は長沙国の下雋県に属していた。210年（建安十五年）、孫権は現在の平江県東南に漢昌郡を設置し、今日の岳陽の行政範囲の祖形となった。
西晋が成立すると280年（太康元年）には巴陵県が、291年（元康元年）には巴陵郡へと改編されている。南朝梁により巴州が設置され、隋代の589年（開皇9年）に岳州と改称された。
岳州は中華民国まで踏襲され、1913年に岳州巴陵県を岳陽県と改称された。1983年に地級市に昇格し現在に至っている。

## 行政区画
3市轄区・2県級市・4県を管轄下に置く。
- 市轄区:
  - 岳陽楼区・雲渓区・君山区
- 県級市:
  - 臨湘市・汨羅市
- 県:
  - 岳陽県・湘陰県・平江県・華容県

| 岳陽市の地図                                                     |
| ---------------------------------------------------------------- |
| 岳陽楼区 雲渓区 君山区 岳陽県 華容県 湘陰県 平江県 汨羅市 臨湘市 |

### 年表
この節の出典

#### 岳陽地区(1964年-1983年)
- 1964年9月22日 - 湖南省湘潭専区岳陽県・平江県・臨湘県・湘陰県、益陽専区華容県を編入。岳陽専区が成立。(5県)
- 1966年1月7日 - 湖北省荊州専区石首県の一部が華容県に編入。(5県)
- 1966年1月18日 - 湘陰県の一部が分立し、汨羅県が発足。(6県)
- 1970年 - 岳陽専区が岳陽地区に改称。(6県)
- 1975年12月29日 - 岳陽県の一部が分立し、岳陽市が発足。(1市6県)
- 1981年10月20日 - 岳陽県が岳陽市に編入。(1市5県)
- 1983年2月8日 
  - 岳陽市が地級市の岳陽市に昇格。
  - 汨羅県・平江県・華容県・臨湘県が岳陽市に編入。
  - 湘陰県が長沙市に編入。

#### 岳陽市
- 1983年2月8日 - 岳陽地区岳陽市が地級市の岳陽市に昇格。(1市5県)
  - 岳陽地区汨羅県・平江県・華容県・臨湘県を編入。
  - 岳陽市の一部が分立し、岳陽県が発足。
- 1983年7月13日 - 汨羅県・平江県・華容県・臨湘県が岳陽地区に編入。(1市1県)
- 1984年4月6日 - 南区・郊区を設置。(3区1県)
  - 岳陽地区臨湘県の一部が分立し、北区が発足。
- 1986年1月17日 - 岳陽地区汨羅県・平江県・華容県・臨湘県・湘陰県を編入。(3区6県)
- 1987年9月23日 - 汨羅県が市制施行し、汨羅市となる。(3区1市5県)
- 1992年9月1日 - 臨湘県が市制施行し、臨湘市となる。(3区2市4県)
- 1996年3月16日 (3区2市4県)
  - 南区および郊区の一部が合併し、岳陽楼区が発足。
  - 郊区の残部・華容県の一部が合併し、君山区が発足。
  - 北区が雲渓区に改称。
- 2005年12月12日 - 岳陽県の一部が岳陽楼区に編入。(3区2市4県)

#### 岳陽地区(1983年-1986年)
- 1983年7月13日 - 長沙市湘陰県、岳陽市汨羅県・平江県・華容県・臨湘県を編入。岳陽地区が成立。(5県)
- 1984年4月6日 - 臨湘県の一部が分立し、岳陽市北区となる。(5県)
- 1986年1月17日 - 汨羅県・平江県・華容県・臨湘県・湘陰県が岳陽市に編入。

## 経済
岳陽は化工、建材、家電、製紙業、飼料、医薬品を中心とする工業都市として発展している。

## 教育

### 大学
- 湖南理工学院
- 岳陽広播電視大学

### 高校
- 岳陽市第一中学（省重点）
- 岳陽中学（省重点）
- 岳陽市第二中学
- 岳陽市第三中学[リンク切れ]
- 岳陽市第四中学
- 岳陽市第五中学
- 岳阳市第六中学
- 岳陽市第七中学（岳陽市音楽学校）
- 岳陽市第八中学
- 岳陽市第九中学
- 岳陽市第十中学
- 岳陽市十一中学（岳陽財形中専学校、岳陽技工学校）
- 岳陽市十二中学
- 岳陽市十四中学（長煉中学）
- 岳陽県第一中学（省重点）
- 汨羅市第一中学（省重点）
- 華容県第一中学（省重点）
- 華容陽二中
- 雲渓区一中
- 平江県第一中学（省重点）
- 平江県第二中学
- 平江県第三中学
- 平江県第四中学
- 平江県第五中学
- 平江県七中
- 湘陰県一中
- 臨湘市一中
- 臨湘市二中
- 五里中学[リンク切れ]
- 巴陵中学
- 岳州中学
- 岳化一中（省重点）

### 専門学校
- 湖南民族職業学院
- 岳陽工業技術学院
- 湖南石化職業技術学院
- 岳陽職業芸術学院
- 岳陽市哈福外国語進修学校
- 岳陽市中山財校
- 博文外国語学校
- 華容県職業中専
- 岳陽県職業中専
- 長城職業技術学校

### 小学校
- 岳陽楼小学
- 東方紅小学
- 湖南民院附小
- 東昇小学
- 金鶚小学
- 朝陽小学
- 鷹山小学
- 竜山小学
- 岳城小学
- 青年路小学

注：これは、市内の小学の一部であり、全体で公立100箇所、私立数十箇所ある。

## 交通
主要道路
- G4 京珠高速道路
- 240国道
- 240国道

鉄道
- 岳陽駅（中国語版） - 北京と広州を結ぶ主要幹線である京広線の駅。全国各地を結ぶ在来線の長距離列車が発着する。

- 岳陽東駅（中国語版） - 京広線に並行する京広高速鉄道の駅。当駅と湖南省省都の長沙南駅の間は高速列車で30～45分[2]、湖北省省都の武漢駅の間は1時間前後[3]である。

空路
- 岳陽三荷空港（中国語版）

## 観光地
- 岳陽楼
- 洞庭湖

## 姉妹都市
- 沼津市、日本 1985年
- タイタスビル、アメリカ合衆国 1988年
- en:Castlegar, British Columbia、カナダ 1992年
- スタラ・ザゴラ、ブルガリア 1992年
- en:City of Cockburn、オーストラリア 1998年
- クパチーノ、アメリカ合衆国 2005年
- サリナス、アメリカ合衆国 2010年
- インド、ナーシク市（2016年5月）
- フランス、サント・フォワ・ラ・グランド（2017年6月1日）

## ゆかりの人物
- 屈原（くつ げん）（春秋戦国時代を代表する詩人としても有名である）
- 李佳琦（Austin）（中国トップインフルエンサー）
- ジュンジュン（本名：李純  元モーニング娘。 第8期メンバー）
- チェン・スー（あだ名：ヌンチャク、本名：陳思  元SNH48 1期生メンバー）